# 菜鸟间谍
菜鸟间谍（英語：Spy）是一部英国情景喜剧，讲述了被儿子马库斯（裘德·怀特饰）瞧不起的一事无成父亲艾略特（达伦·博伊德饰）被军情五处招募为了实习间谍的故事。
本剧从2011年开始播出，已经于天空第一台播出了包括圣诞特别篇在内的2季共17集，将不会继续制作。